# Cover girl

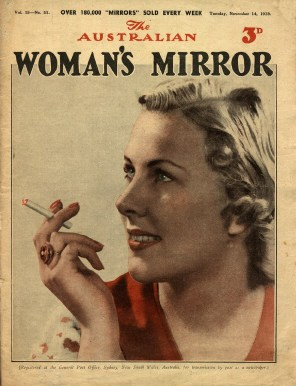
Une cover girl en première page du magazine Australian Woman's Mirror, (14 novembre 1939)

Une cover girl est une femme dont la photo figure sur la couverture d'un magazine. Le terme est inventé par Harry Conover (en). Elle peut être un mannequin, une célébrité ou une artiste. Le terme n'est généralement pas usité pour qualifier une apparition occasionnelle ou exceptionnelle d'une personne sur la couverture d'un magazine. Le terme est apparu pour la première fois, en anglais, vers 1899. Le pendant masculin cover boy, n'est cependant pas entré dans les usages.
La cover girl se distingue de la pin up qui peut également faire la couverture de certains magazines. Une pin-up est en effet une représentation de femme, dessinée ou photographique, dans une pose attirante ou « sexy », (ce qui est à l'origine de l'expression anglaise pin-up girl ou en français "jeune femme épinglée au mur"), mot employé pour la première fois en 1941. Depuis leur apparition. En effet, les pin-up véhiculent une image de charme et d'érotisme, alors que la cover girl, plus généraliste, n'a pas cette vocation sexuellement provocatrice.

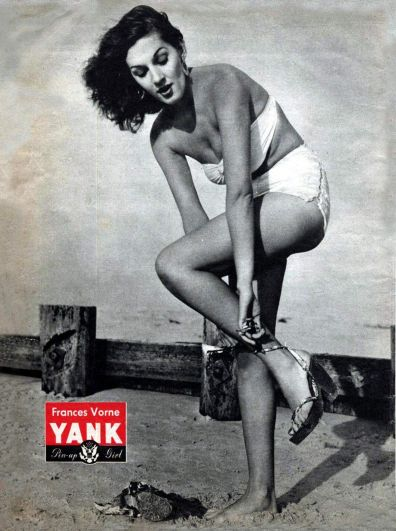
Frances Vorne alias "The Shape" en Pin-up de couverture de Yank, the Army Weekly, (23 février 1945)

## Différents types decover girls
Les cover girls sont une caractéristique des magazines d’intérêt général dans la culture occidentale, tant pour les hommes que pour les femmes, avec quelques exceptions décrites ci-dessous.
Ce sont les célébrités qui font la couverture de magazines tels que Redbook pour dont la clientèle est plutôt féminine, ou Gentlemen's Quarterly, Maxim, Health ou Esquire pour les périodiques masculins. Ces célébrités incluent les têtes couronnées ou l'aristocratie pour accroitre le caractère de reconnaissance.
Certains magazines pour femmes présentent un modèle totalement inconnu ou peu connu du grand public, mais qui représente le style du magazine, comme Seventeen. Cette tendance se reflète également dans les magazines pour hommes tels que Men's Fitness ou Sports Illustrated.
Une troisième catégorie de magazines utilise un modèle ou un mannequin aisément reconnaissable du fait de sa présence ou visibilité dans les magazines de mode ou la publicité, sans pour autant être une célébrité. C'est la stratégie souvent adoptée par le magazine ELLE.
Dans la plupart des cas, l’objectif est toujours de maximiser les ventes tout en exprimant une certaine différenciation, et en portant les valeurs du titre ou de la marque.
Pour de nombreuses aspirantes cover girls, une couverture de magazine est une opportunité extrêmement lucrative.

## Approches et stratégies éditoriales
Les décisions éditoriales pour affirmer le positionnement du magazine sur son marché influencent de manière décisive la représentation des « cover girls ».
Au xxe siècle, de nombreux magazines féminins mettent en scène des personnalités royales ou aristocratiques. Dans les années 1980 et 1990, Diana, princesse de Galles, faisait régulièrement la une des couvertures. Mais généralement photographiée par des paparazzi, il ne s'agissait pas strictement d'une image de cover girl. Il y avait cependant des exceptions où des portraits autorisés de la royauté, tels que Diana, la princesse Béatrice de York et Elizabeth II, faisaient la couverture de Vogue, Tatler et Harper's Bazaar. Malgré les plaintes du public contre une telle exploitation dans les années 1990, les éditeurs n'ont pas hésité à utiliser de telles redevances lorsque cela était possible.
De nouveaux magazines masculins fondés au cours des années 1980, tels que Arena et Gentlemen's Quarterly, ne mentionnent que très rarement des femmes en couverture. Ces magazines sont considérés comme « non sexuellement provocateurs », ce qui éloigne délibérément ces périodiques du courant traditionnel. La première édition d’Esquire comportait notamment une photographie de Brigitte Bardot, âgée de plus de trente ans. Toutefois, cette tendance a changé au cours des années 1990, initialement avec Loaded au Royaume-Uni, puis FHM. L’édition britannique de GQ a finalement été contrainte de faire de même.
Plus tard, Peter Howarth, rédacteur en chef britannique de Esquire, a décidé de censurer les femmes à moitié nues des couvertures du magazine afin de différencier encore une fois la marque de la concurrence. Le résultat a été une baisse immédiate des ventes mais une augmentation des recettes publicitaires, le magazine ayant réussi à attirer des annonceurs pour des produits au passionnément plus haut de gamme qu'auparavant.

## La cover girl à travers les âges

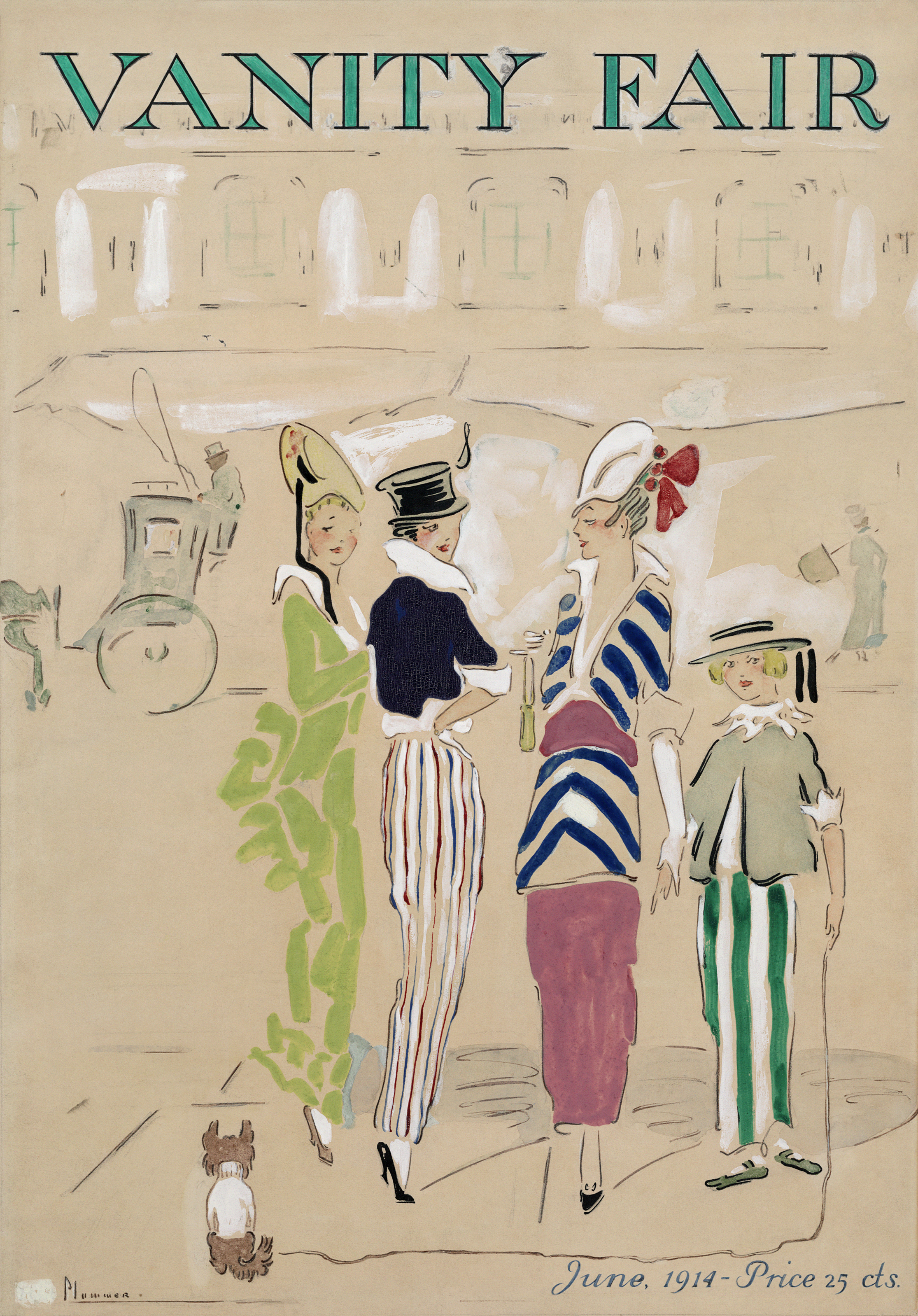
Cover-girls illustrées sur le magazine Vanity Fair en 1914
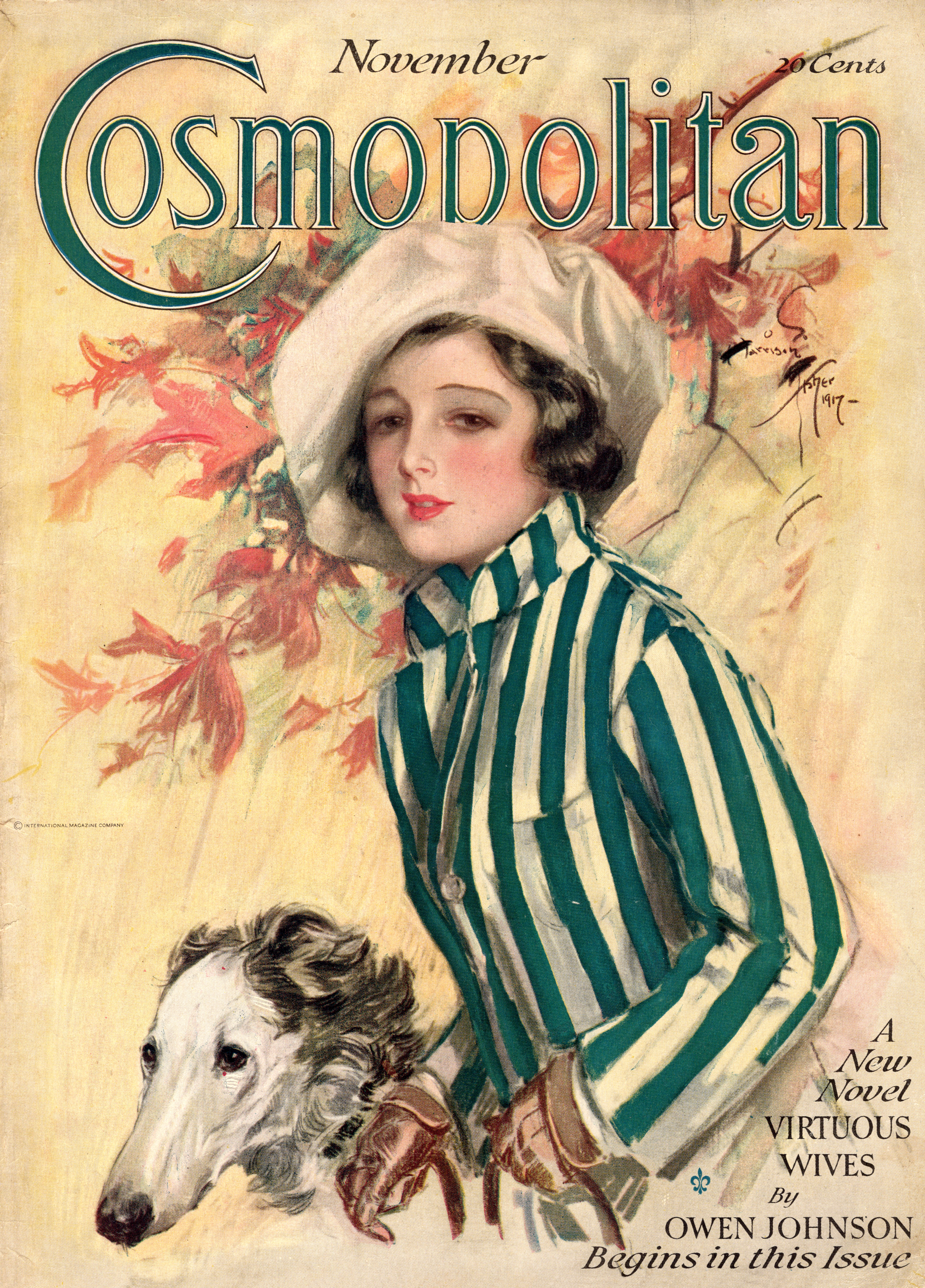
Cover girl du Cosmopolitan en 1917
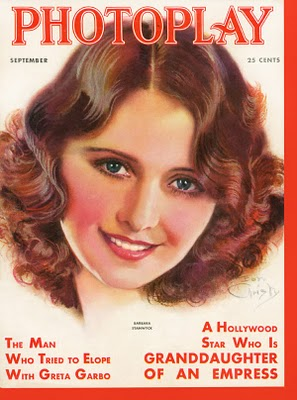
Barbara Stanwyck en couverture du Photoplay de septembre 1931.
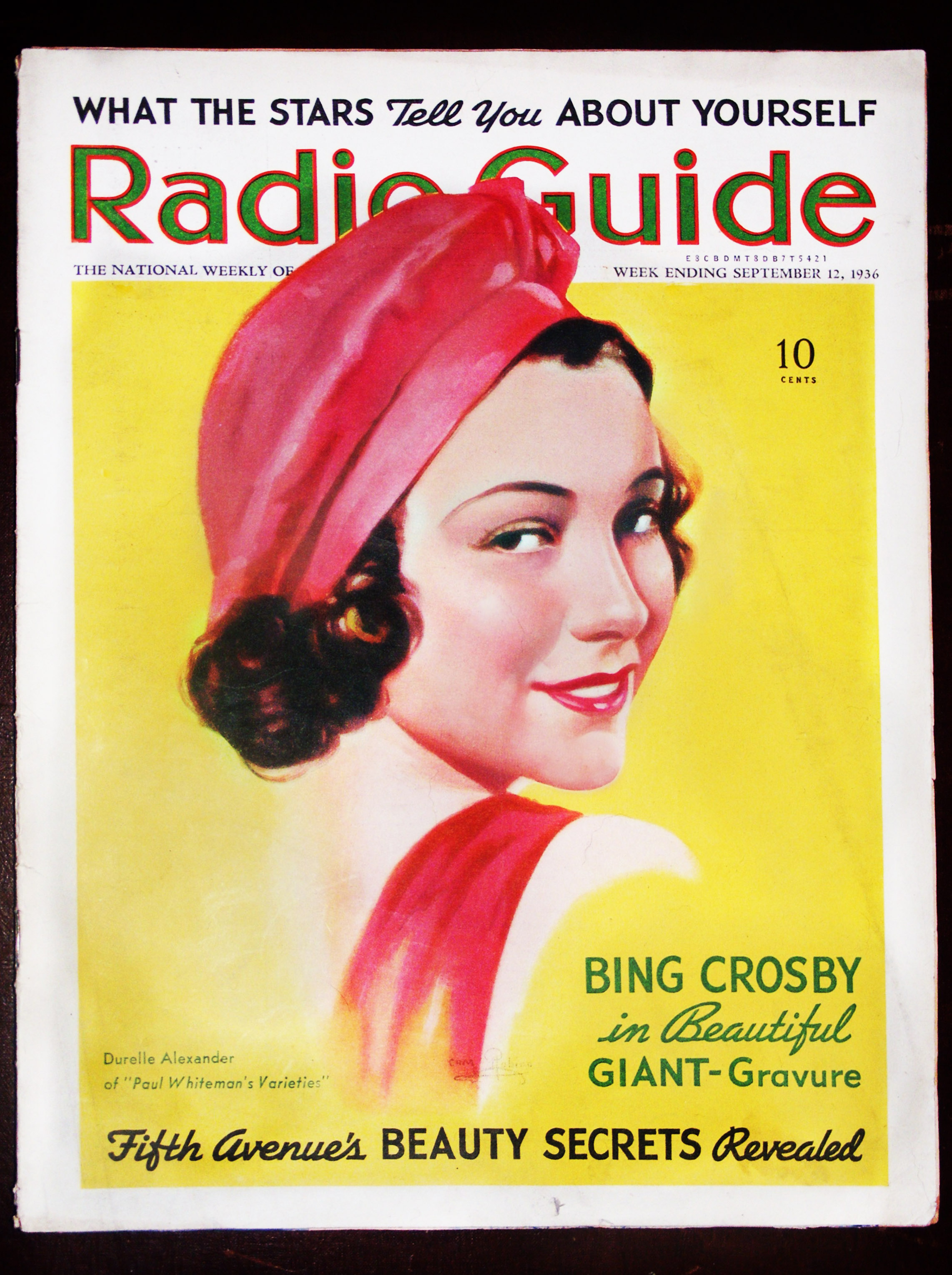
Durelle Alexander en couverture de Radio Guide, (1936).
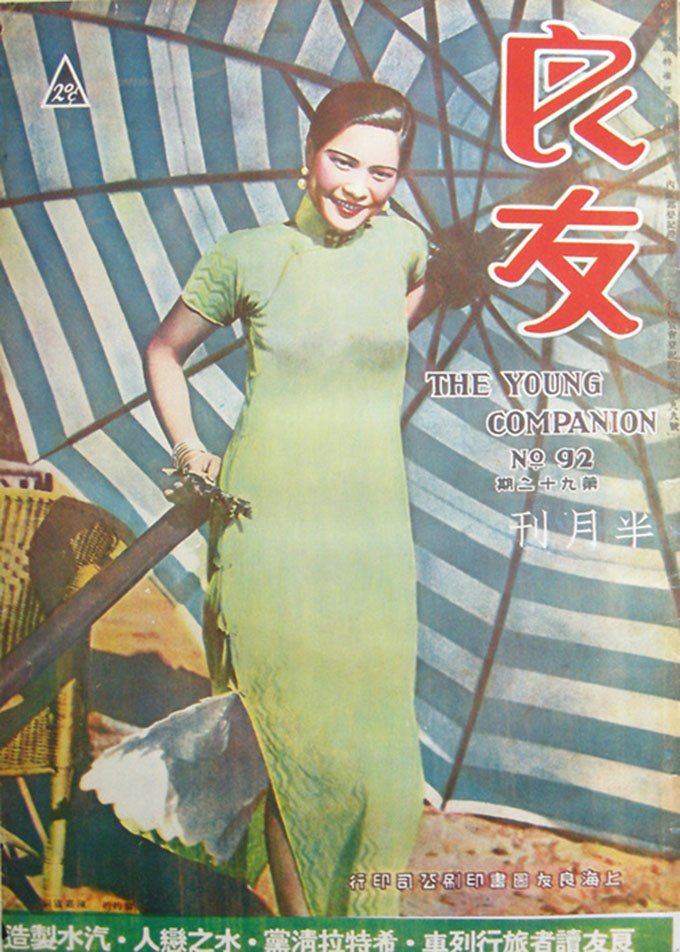
Li Zhuozhuo en couverture du magazine chinois The Young Companion en 1934.
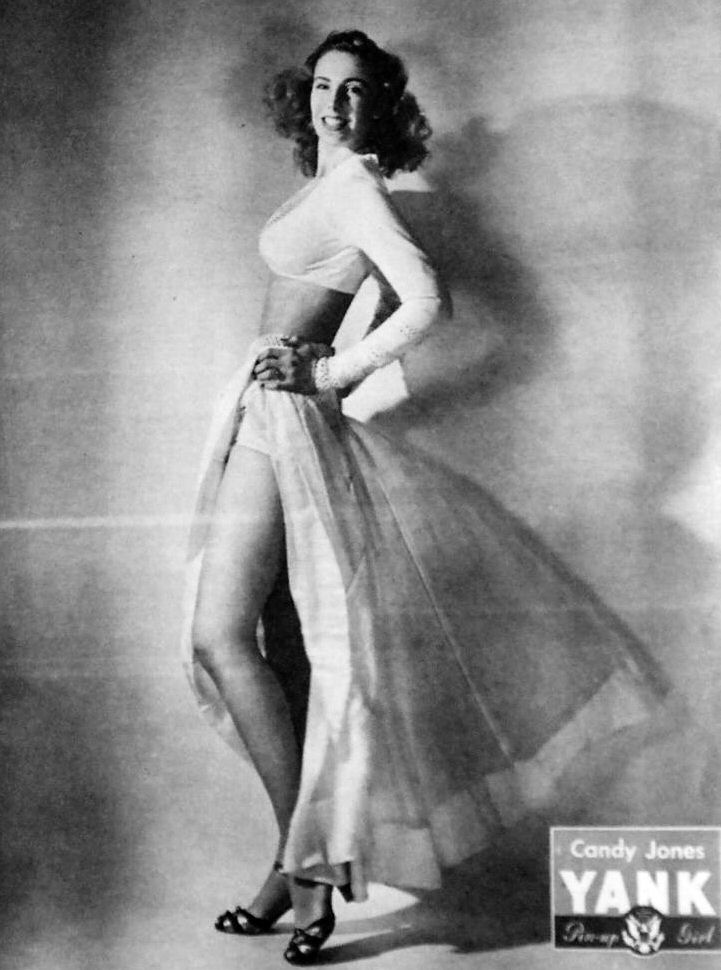
Candy Jones, mannequin, écrivain, chroniqueuse et potentielle espionne de la CIA en pin-up girl de Yank, the Army Weekly, (1944).
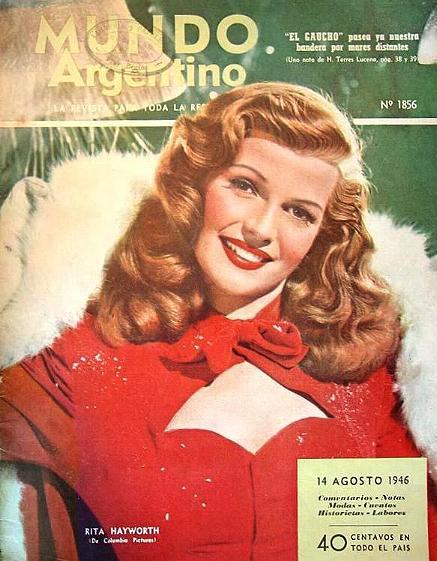
Rita Hayworth à la une du magazine argentin Mundo Argentino en 1946.
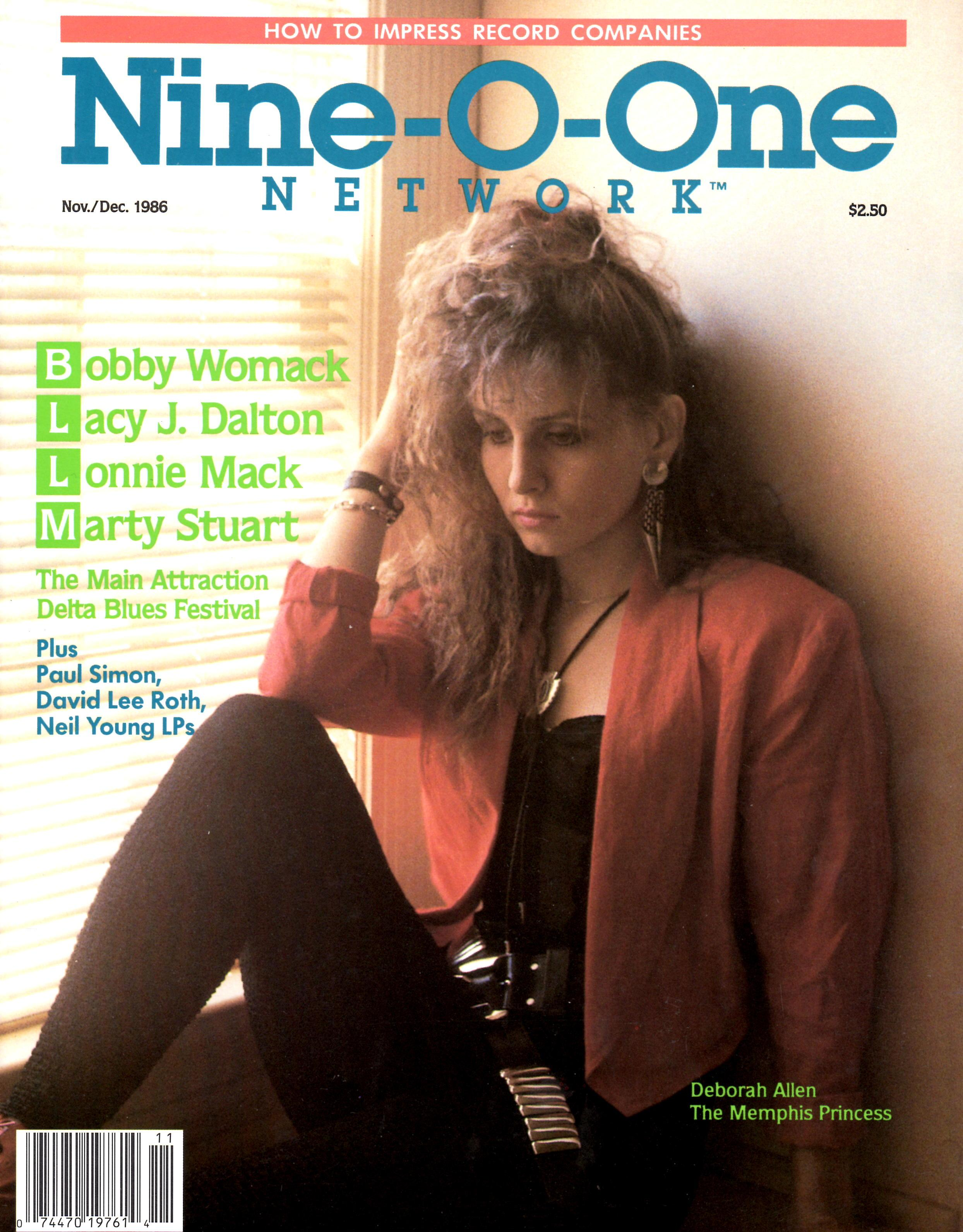
L'auteure-compositeur-interprète Deborah Allen en couverture de Nine-O-One Network Magazine en novembre 1986.
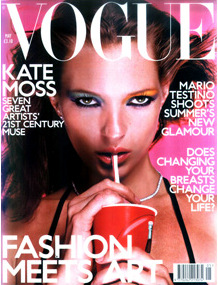
Kate Moss en couverture de l'édition britannique de Vogue en mai 2000.
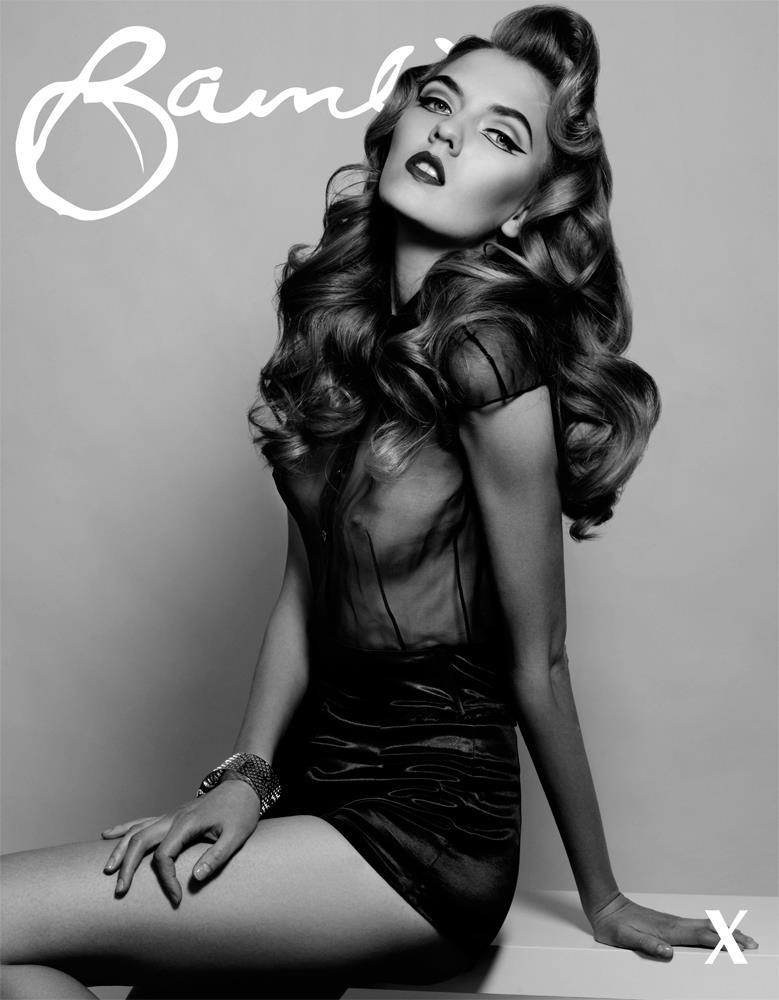
Toma Barkova en cover girl de Bambi Magazine dans les années 2010 (retour de l'influence d'un style pin-up des 1940s/1950s).
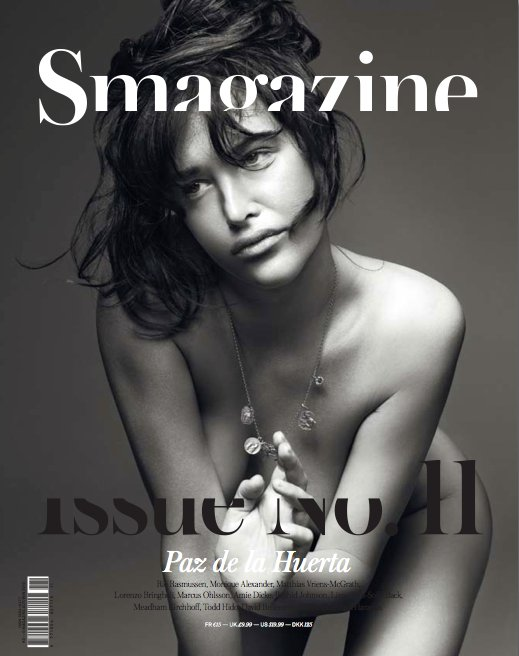
L'actrice Paz de la Huerta en cover girl de S Magazine (numéro 11 - 2010).
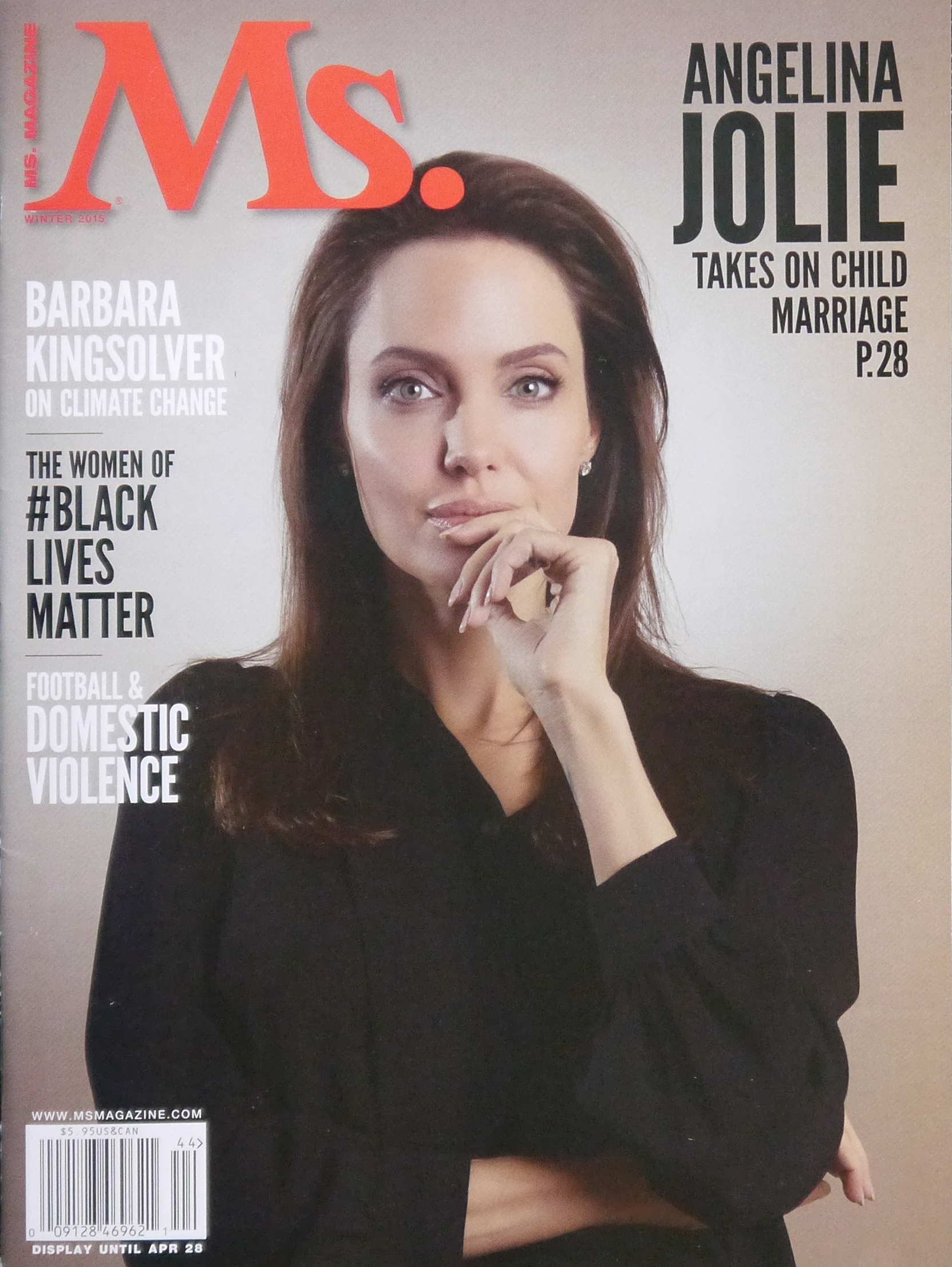
Angelina Jolie en couverture de Ms. magazine (2015).